# St. Louis Blues (filmer)
St. Louis Blues är namnet på minst fyra filmer som alla på något sätt utgår från W.C. Handys berömda melodi med samma namn.
- 1929: Kortfilm (2 rullar) med bluessångerskan Bessie Smith i huvudrollen. Regi: Dudley Murphy.
- 1939: Musikalfilm med bland annat Maxine Sullivan och Hoagy Carmichael. Regi: Raoul Walsh.
- 1941: Kort musikfilm ("soundie") med Alvino Rays orkester.
- 1958: Långfilm löst baserad på W.C. Handys liv med Nat King Cole i huvudrollen. Regi: Allen Reisner.